# Alberto Ruy-Sánchez

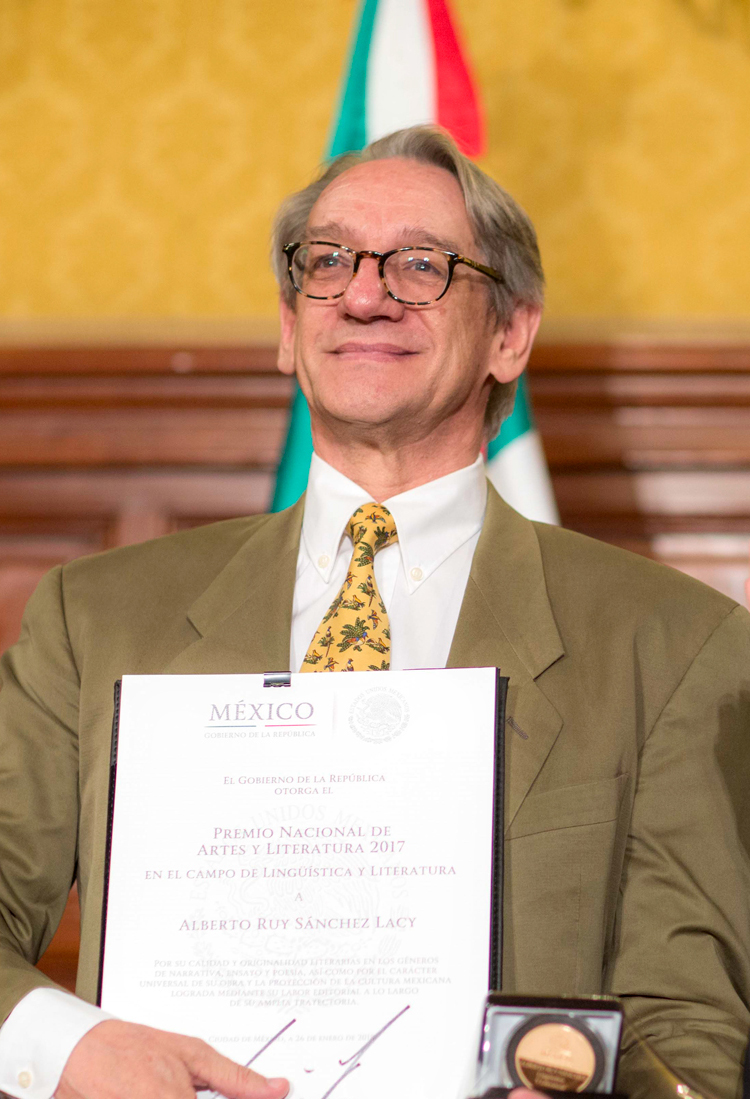
Alberto Ruy-Sánchez, 2018

Alberto Ruy-Sánchez Lacy (* 7. Dezember 1951 in Mexiko-Stadt) ist einer der renommiertesten mexikanischen Schriftsteller der Gegenwart.

## Leben
Nach dem Studium der Informations- und Kommunikationswissenschaften an der Universidad Iberoamericana in Mexiko-Stadt lebte er von 1975 bis 1982 in Paris, wo er bei Roland Barthes, Gilles Deleuze und Jacques Rancière seine Studien u. a. in den Bereichen Film und Philosophie erweiterte und 1980 promovierte. Seitdem arbeitet Ruy Sánchez als Schriftsteller und Herausgeber. Von 1984 bis 1986 war er Redaktionssekretär der legendären, von Octavio Paz herausgegebenen Zeitschrift "Vuelta". Seit 1988 ist er Herausgeber der renommierten Kunstzeitschrift Artes de México und Leiter des gleichnamigen Verlags in Mexiko-Stadt. Zu der Literatur, die Ruy Sánchez beeinflusst hat, gehörten der Roman Unterwegs von Jack Kerouac sowie die Werke von Herman Melville, Ezra Pound, William Carlos Williams, Langston Hughes und Robert Frost. Ruy Sánchez hat bislang knapp 20 Werke veröffentlicht, die in verschiedene Sprachen übersetzt worden sind, u. a. ins Französische und Arabische. Sein Romanerstling Los nombres del aire (Ü: Die Namen der Luft) wurde 1987, noch im Jahr des Erscheinens, mit dem Premio Xavier Villaurrutia, dem wichtigsten Literaturpreis Mexikos, ausgezeichnet und gilt seither als Kultbuch, das jährlich Neuauflagen erlebt. Der Kurzroman beschreibt das erwachende Begehren einer jungen Muslimin und ihre rastlosen Streifzüge durch die Stadt Mogador auf der Suche nach erotischer Erfüllung. Ruy Sánchez verbindet hier Elemente des magischen Realismus mit arabischer Mystik und beschwört eine Stimmung von Sinnlichkeit und Spiritualität im islamischen Alltag. Mogador ist der alte Name der Stadt Essaouira an der marokkanischen Atlantikküste und bildet den imaginären Mittelpunkt des narrativen Labyrinths in Ruy Sánchez' Werk, zu dem er in späteren Erzählungen immer wieder zurückkehrt, z. B. in De cómo llegó a Mogador la Melancolía (1999, Ü: Wie die Melancholie nach Mogador kam). Ruy Sánchez sucht in seinem stetigen Kreisen um die Stadt Mogador die arabischen Wurzeln hispanischer Kultur und Identität auf fiktive Weise zu rekonstruieren. Neben Romanen und Erzählungen hat Ruy Sánchez auch Gedichte veröffentlicht, darunter einen Haiku-Zyklus und umfangreiche Essaysammlungen. Seine Arbeiten zur Literatur, Kunst, Philosophie, zur Erotik und zum Film haben ihm den Ruf "eines der besten Essayisten Mexikos" (Octavio Paz) eingebracht.
Auf Deutsch ist von Ruy Sánchez 1991 die ebenfalls ausgezeichnete Monographie Octavio Paz: Leben und Werk. erschienen. Der Autor lebt in Mexiko-Stadt.

## Werke
Romane
- 1987. Los nombres del aire.
- 1996. En los labios del agua
- 1998. De agua y Aire. Disco.
- 2001. Los jardines secretos de Mogador.
- 2005. Nueve veces el asombro.

Erzählbände, Novellen
- 1987. Los demonios de la lengua.
- 1994. Cuentos de Mogador.
- 1999. De cómo llegó a Mogador la melancolía.
- 2001. La huella del grito.

Essaybände, Sachbücher
- 1981. Mitología de un cine en crisis.
- 1988. Al filo de las hojas.
- 1990. Una introducción a Octavio Paz.
- 1991. Tristeza de la verdad: André Gide regresa de Rusia.
- 1992. Ars de cuerpo entero.
- 1995. Con la Literatura en el cuerpo.
- 1997. Diálogos con mis fantasmas.
- 1999. Aventuras de la mirada.
- 2000. Cuatro escritores rituales.

Lyrik
- 1990. La inaccesible.

## Auszeichnungen
- 1987: Xavier-Villaurrutia-Preis für seine Novelle Los nombres del aire
- 1988: Mitglied der John Simon Guggenheim Foundation, New York
- 1991: José-Fuentes-Mares-Literaturpreis der New Mexico State University und der Universidad Autónoma de Ciudad Juárez für Una introducción a Octavio Paz
- 1993: Ehrenmitglied des Sistema Nacional de Creadores de Arte, Mexiko
- 1998: Ehrenbürger von Louisville, Kentucky
- 1999: Ehrenmitglied des Mu Epsilon-Chapters der National Hispanic Society Sigma, Delta, Pi, Vereinigte Staaten
- 1999: „Kentucky Colonel“, verliehen vom Gouverneur von Kentucky
- 2000: „Prix des Trois Continents“ (Preis der drei Kontinente) für die französische Ausgabe von En los labios del agua
- 2001: Offizier des Ordre des Arts et des Lettres, verliehen von der französischen Regierung
- 2002: Ehrenkapitän des historischen Dampfschiffs „La belle de Louisville“
- 2003: Cálamo-Preis, der Cálamo-Bücherei und der Universität Saragossa für Los Jardines Secretos de Mogador, Spanien
- 2005: Großer nationaler Ehrenorden für Autorenverdienste, verliehen durch das nationale Institut für Autorenrechte, Mexiko
- 2006: Excelencia de lo Nuestro-Preis der Fundación México Unido, Mexiko
- 2006: Juan-Pablos-Preis für Editorenverdienste der Cámara Nacional de la Industria Editorial Mexicana (CANAIEM), Mexiko